# 할란드주

할란드 주의 문장

할란드 주의 위치

할란드주(스웨덴어: Hallands län)는 스웨덴 서부 연안에 위치한 주로 주도는 할름스타드이며 면적은 5,454 km2, 인구는 301,122명(2011년 기준)이다. 북쪽으로는 베스트라예탈란드주, 북동쪽으로는 옌셰핑주, 동쪽으로는 크로노베리주, 남동쪽으로는 스코네주와 접하며 서쪽으로는 카테가트 해협과 접한다.

## 자치시

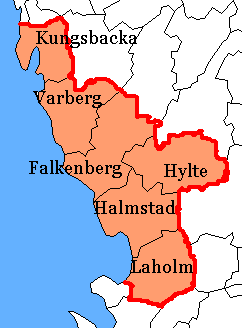
할란드 주의 자치시

할란드주는 6개 자치시로 구성되어 있다.
- 팔켄베리시 (Falkenberg)
- 할름스타드시 (Halmstad)
- 휠테시 (Hylte)
- 쿵스바카시 (Kungsbacka)
- 라홀름시 (Laholm)
- 바르베리시 (Varberg)